# Marianna Krajčírová
Marianna Némethová-Krajčírová (Košice, 1º giugno 1948) è un'ex ginnasta slovacca, fino al 1992 cecoslovacca.

## Palmarès

### Olimpiadi
- 2 medaglie:
  - 2 argenti (Tokyo 1964 a squadre; Città del Messico 1968 a squadre)

### Mondiali
- 2 medaglie:
  - 1 oro (Dortmund 1966 a squadre)
  - 1 bronzo (Lubiana 1970 a squadre)

### Europei
- 2 medaglie:
  - 2 bronzi (Amsterdam 1967 a squadre; Amsterdam 1967 nelle parallele asimmetriche)